# Półtalar

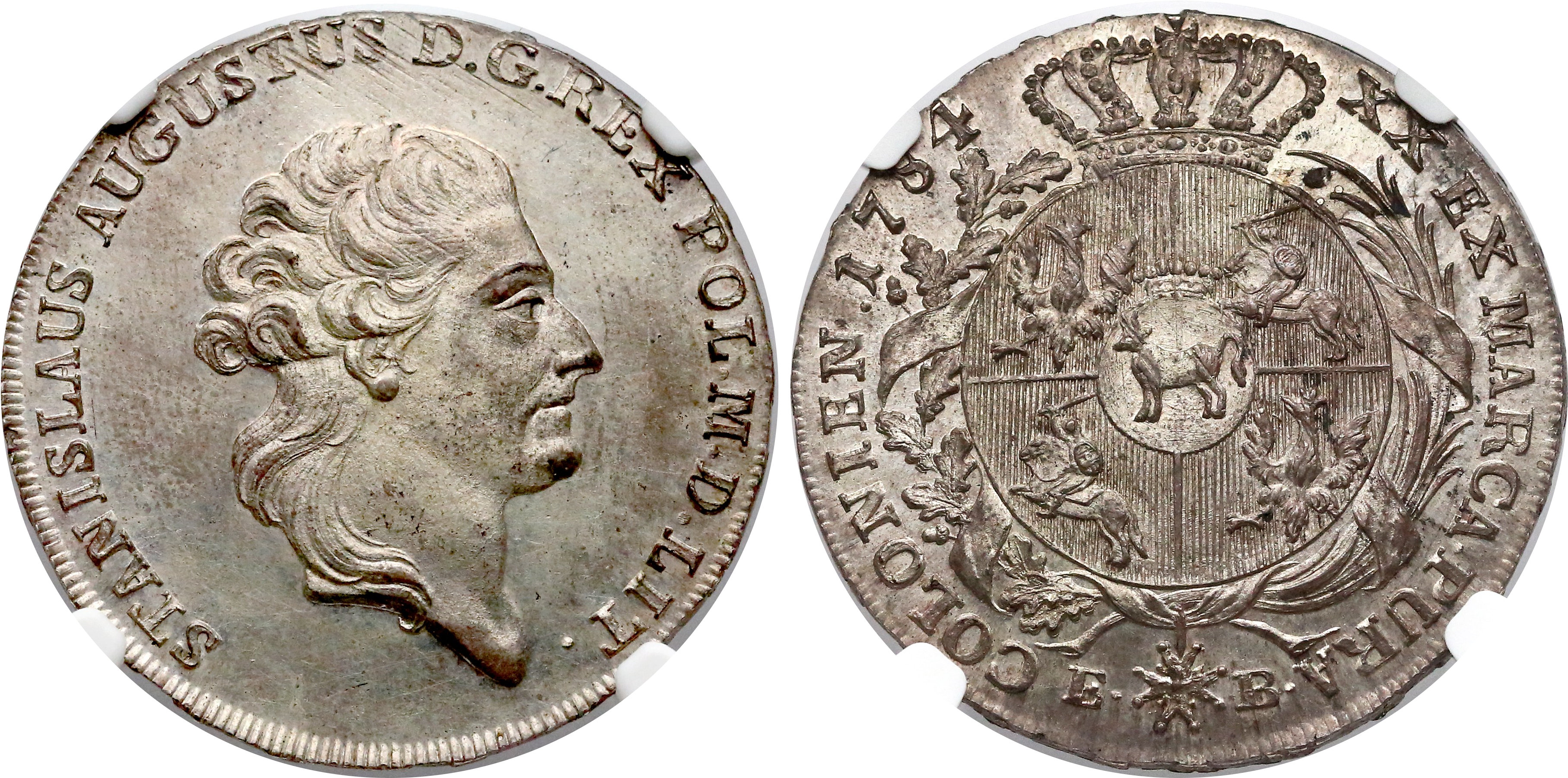
Półtalar z 1784 r.

Półtalar – dawna moneta srebrna o masie około 12,5–14 gramów. Bita m.in. na obszarze Polski w latach 1567–1794. Początkowa jej wartość wynosiła 15 groszy (tzw. ćwierćkopek, wybity  w mennicy wileńskiej za rządów króla Zygmunta Augusta). Wraz z obniżeniem wartości (próby srebra) drobnej monety srebrnej, cena półtalarów stopniowo wzrastała, by osiągnąć poziom 3 złotych w 1794 roku.